# Olskrokstorget
Olskrokstorget är ett torg i stadsdelen Olskroken i Göteborg. Det ursprungliga torget fick sitt namn 1886 efter landeriet Olskroken. Olskrokstorget uppmättes till 2 320 kvadratmeter år 1900, vilket stämmer ganska väl med dagens yta. Torget är numrerat 2 till 20, där de båda byggnaderna för fiskförsäljning har nummer 18 och 19 och den pressbyråliknande byggnaden åt gatan har nummer 20. Tillsammans utgör de tre byggnaderna kvarter 36 Stengeten. Olskrokstorget avgränsas av Bondegatan i väster, adressen Olskrokstorget i norr (kvarter 6 Oxen), Borgaregatan i öster och Redbergsvägen i söder.

## Historia
Ranängarna även Randängen, var benämningen på de ängs- och åkermarker som låg väster om Ranberget i Örgryte socken i nuvarande stadsdelarna Gårda och Olskroken i Göteborg. Området avgränsades i väster av Mölndalsån och Gullbergsån samt i norr av Säveån. Namnet återfinns 1546 i namnformen Rannegiærde, Randängen 1692, där förleden är det västsvenska naturnamnet rand, här använt om bergrand eller -kant av närheten till Ranberget. Det är på dessa historiska ängar som de båda torgen har anlagts.
På en karta som utvisar staden år 1790, finns ingen bebyggelse i området för vare sig det gamla eller det nya torget. Den började först i själva "liden" (backen), i höjd med tidigare biografen Flamman. Området för Olskrokstorget tillhörde i mitten av 1800-talet Stora Olskroken i 12:e roten. I den stora utbyggnadsplanen för Göteborg som fastställdes 1866, ingick södra Olskroken som skulle användas till så kallade "arbetarebostäder", det var tydligt angivet med tretton kvarter. En reviderad plan för Olskroken fastställdes 1880 och de följande trettio åren byggdes landshövdingehus på större delen av området. På en karta från 1888 syns att det äldsta Olskroks Torget låg vid Gullbergsån, precis där parkeringsdäcket nu finns. Avgränsningen var då området för Olskrokens rangerstation i norr, Riddaregatan i öster, Redbergsvägen i söder och Gullbergsån i väster. Långt senare skulle det bli busshållplatser på torgets norra del. Själva torget bestod kring 1970 endast av en mindre triangel, i mötet mellan Olskroksgatan och Redbergsvägen.
År 1891 beslutade Göteborgs stadsfullmäktige att inrätta apoteket Korpen vid torgets östra del, och den 1 december samma år uppläts Olskrokstorget till försäljningsplats för ...livsförnödenheter och lantmannaprodukter. När ritningarna till det stora Olskroksmotet var klara 1960, förändrade det hela området och Olskrokstorget utgick på grund av ändringen i stadsplanen. Första spadtaget till motet togs den 20 januari 1961. Torget och de två gamla broarna över Gullbergsån försvann därefter med grävskoporna. När det nya Olskroken byggdes flyttades torget till sin nuvarande plats och återfick sitt forna namn 1982. Stora delar av Olskroken revs på 1970-talet, och först 1983 stod det nya Olskroken klart. De kvarter av landshövdingehus som revs där det nuvarande torget ligger, var kvarter 6 Oxen och kvarter 5 Tjuren, senare kvarter 36 Stengeten.
Onsdagar och lördagar bedrevs torghandel i det fria. Den var mycket uppskattad, och kunder från hela staden strömmade till. I början av 1930-talet planerades en saluhall på torget, men den blev aldrig verklighet. Kring 1925 fick arkitekt Ragnar Ossian Swensson i uppdrag av Lindbergska kommittén att utforma ett förslag till "ändring och försköning av Olskrokstorget," vilket tillstyrkts av byggnadsnämnden. Han hade dock planerat in två mindre kiosker i torgets södra del, vilket ogillades. Drätselkammarens andra avdelning ansåg att en kiosk kunde samutnyttjas av Kioskbolaget och en kommande "bilstation." Förste stadsarkitekt Samuelsson och tillförordnade förste stadsingenjör Lundgren ansåg i sitt yttrande att frågan var starkt kopplad till uppförandet av den i bangårdsavtalet ingående nya viadukten längs torgets västra sida, endast några meter från torgets springbrunn. Några större medel för torgets ordnande fanns inte, och Svenssons förslag om en pergolaanordning mellan planteringen och den stensatta delen av torget, avstyrktes. Förslaget genomfördes endast till vissa delar, då viadukten snart blev aktuell.
Bygget av järnvägsviadukten, som sneddade över torget och förband Västra stambanan med Västkustbanan, påbörjades 1934. Godstågen orsakade stora störningar på torgverksamheten. Samtal fick avbrytas, regnvatten och kolstybb droppade ner på både matvaror och människor. I augusti 1935 organiserades torghandeln för första gången, med 107 markerade platser för handlarna. Den flyttades "temporärt" cirka 250 meter söderut den 18 mars 1963 till Lagerströmsplatsen i Gubberoområdet. Fiskhandeln fick här successivt en större betydelse med initialt 13 salustånd av totalt 107.
Olskrokstorget skulle nu byggas om, vilket beräknades ta fyra år, för att därefter låta torghandeln flytta tillbaka under viadukten till Bauersgatan. Men först den 7 september 1983 kunde nya Olskrokstorget invigas av landshövding Åke Norling, och återflytten från Lagerströmsplatsen genomföras.
En fontän med skulpturen Elementens kamp av skulptören Anders Jönsson invigdes den 6 juni 1930, placerad på torgets norra sida där även en mindre grönyta anlades. I början av 1960-talet monterades fontänen ned och kom att magasineras hos Gatukontoret. Den återinvigdes sommaren 1971 på en ny plats framför Sankt Pauli kyrkan. Skulpturen var bekostad med medel ur Charles Felix Lindbergs donationsfond.
På det gamla torgets plats, åt väster, byggdes 2007 ett parkeringshus.